# Bắc Đường
Bắc Đường (chữ Hán phồn thể: 北塘區, giản thể: 北塘区, âm Hán Việt: Bắc Đường khu) là một quận cũ thuộc địa cấp thị Vô Tích, tỉnh Giang Tô, Cộng hòa Nhân dân Trung Hoa. Quận này có diện tích 31,5 km², dân số cuối năm 2001 là 350.000 người. Quận này được chia thành 4 nhai đạo: Huệ Sơn, Bắc Đại Nhai, Hoàng Hạng, Sơn Bắc. Tháng 10 năm 2015, Quốc vụ viện Trung Quốc phê chuẩn thiết lập khu Vô Tích trên cơ sở sáp nhập ba khu Sùng An, Nam Trường, Bắc Đường..